# Papa Celestino IV
Papa Celestino IV (em latim: Caelestinus IV; c. 1180/1187 – 10 de novembro de 1241), nascido Goffredo da Castiglione, foi chefe da Igreja Católica e governante dos Estados Pontifícios de 25 de outubro de 1241 até sua morte em 10 de novembro de 1241.

## História
Nascido em Milão, Goffredo ou Godofredo é frequentemente referido como filho de uma irmã do Papa Urbano III, mas essa afirmação não possui fundamento. Nada se sabe de sua juventude até que se tornou chanceler da Igreja de Milão (talvez já em 1219, certamente entre 1223 e 1227). O Papa Gregório IX o fez cardeal em 18 de setembro de 1227 com a diocese e benefício de San Marco, e em 1228–29 foi enviado como legado para a Lombardia e a Toscana, onde as cidades e os comunas geralmente permaneciam fiéis ao imperador Hohenstaufen, Frederico II. Ele foi enviado numa tentativa de trazer esses territórios para o lado papal, mas sem sucesso. Em 1238, foi feito cardeal-bispo de Sabina.
A Eleição papal de 1241, que elevou Celestino ao trono papal, foi realizada sob condições rigorosas que apressaram sua morte. A cúria papal estava dividida por causa da violenta luta para subjugar o imperador e rei da Sicília, Frederico II. Um grupo de cardeais favorecia os ambiciosos esquemas da Reforma Gregoriana e pretendia humilhar Frederico como vassalo papal. Frederico, no entanto, mantinha como hóspedes involuntários em Tívoli dois cardeais que capturara no mar, e em Roma o cardeal Giovanni Colonna era seu aliado, em grande parte porque a cúria estava nas mãos do arqui-inimigo da Família Colonna, o senador Matteo Rosso Orsini. Este mantinha o consistório cativo sob controle de seus guardas no decadente palácio do Septizódio, onde a chuva vazava pelo teto da câmara, misturada com a urina dos guardas de Orsini sobre as telhas. Um dos cardeais, o inglês Roberto de Somercotes, adoeceu e morreu.
Um grupo de cardeais, que incluía Sinibaldo de' Fieschi (futuro Papa Inocêncio IV) apoiava um candidato do círculo interno do Papa Gregório IX, que pudesse seguir uma linha dura com Frederico II. Outro grupo advogava um curso médio moderado, não como aliados dos Hohenstaufen, mas desejosos de pôr fim à guerra na Itália. As propostas a Frederico II, no entanto, foram recebidas com a exigência impossível de que, caso quisessem o retorno dos cardeais sob sua custódia a Roma, deveriam eleger como papa Otto de São Nicolau, uma figura de compromisso mais amena. O candidato de Matteo Rosso Orsini, Romano da Porto, que havia perseguido acadêmicos na Universidade de Paris, foi considerado inaceitável.
Somente em 25 de outubro de 1241 o cardeal-bispo de Sabina foi finalmente eleito com a maioria de dois terços necessária — sete cardeais entre dez. Tomou o nome de Papa Celestino IV, mas ocupou o trono por apenas dezessete dias. Diz-se que esse tempo foi suficiente para realizar, como seu único ato significativo, a excomunhão de Matteo Rosso Orsini. Essa alegação, contudo, é contestada, pois diz-se que Orsini continuou como Senador de Roma em 1242 e ainda o era quando Inocêncio IV (Fieschi) foi eleito; e que seu filho (o futuro Papa Nicolau III) foi feito cardeal em 1244. Em qualquer caso, Celestino IV morreu antes de ser coroado, em 10 de novembro de 1241, de fadiga e velhice, sendo sepultado na Basílica de São Pedro.